# Левшин (хутор)
Левшин — хутор в Каменском районе Тульской области в составе сельского поселения Яблоневское.

## География
Находится в южной части Тульской области на расстоянии приблизительно 10 км на юг-юго-запад по прямой от села Архангельское, административного центра района.

## История
В конце 1930-х годов здесь было отмечено 18 дворов.

## Население
Постоянное население составляло 6 человек (русские 100 %) в 2002 году, 4 в 2010.